# Macrocyprina africana
Macrocyprina africana is een mosselkreeftjessoort uit de familie van de Macrocyprididae. De wetenschappelijke naam van de soort is voor het eerst geldig gepubliceerd in 1908 door Müller.